# Фиггис, Сьюзи
Сью́зан «Сью́зи» Фи́ггис (англ. Susan «Susie» Figgis; 1948, Кения) — британский кастинг-директор.

## Биография
Сьюзан Фиггис родилась в 1948 году в Кении. Позже Сьюзи переехала в Лондон, Великобритания, какое-то время жила в Байрон-Бэе, Новый Южный Уэльс. Её двоюродный брат-одногодка, Майк Фиггис, режиссёр и композитор.
Она выбрала на роли многих знаменитостей в фильмы «Гарри Поттер и философский камень», «Чарли и шоколадная фабрика», сериалы серию фильмов «Пираты Карибского моря», «Алиса в стране чудес», «Полные монти», «Сонная лощина» и «Ганди». Она работала с Ричардом Аттенборо и Тимом Бёртоном.
Замужем, есть ребёнок.